# Thommie Walsh
Thommie Walsh, pseudonimo di Thomas Joseph Walsh III (Auburn, 15 marzo 1950 – Auburn, 16 giugno 2007), è stato un ballerino, coreografo, regista, attore e cantante statunitense.

## Biografia
Prima di diventare regista e coreografo, Thommie Walsh recitò per anni a Broadway, Off-Broadway e in tournée statunitensi, in musical quali Hair (Off Broadway, 1967), Hello, Dolly! (Music Circuit, 1971), Applause con Lauren Bacall (tour statunitense, 1971), Seesaw (Broadway, 1973), Rachael Lily Rosenbloom (and Don't You Ever Forget It!) (Broadway, 1973), Music! Music! (New York, 1974) e A Chorus Line (New York, 1974; Broadway, 1975), per cui ha vinto il Theatre World Award.
Dalla fine degli anni 70 cominciò a lavorare a Broadway anche come coreografo, curando le coreografie dei musical The 1940s Radio Hour (Broadway, 1979), A Day In Hollywood/A Night in the Ukraine (Broadway, 1980; candidato al Tony Award alla miglior coreografia), Nine (Broadway, 1982; tour statunitense, 1984), Do Black Patent Leather Shoes Really Reflect Up?  (Broadway, 1982), My One and Only (Broadway, 1983; Tony Award alla miglior coreografia, Drama Desk Award alla miglior coreografia), Marilyn An American Fable (Broadway, 1983), Lucky Stiff (Off Broadway, 1988), Pal Joey (Boston, 1992), Good News (Westchester, 1995), Ziegfeld Follies of 1936 (New York, 1999) e The Best Little Whorehouse in Texas (tour, 2001). Parallelamente all'attività da coreografo, ha curato anche la regia di Lucky Stiff, Marilyn An American Fable, The Best Little Whorehouse in Texas e My One and Only, ricevendo una candidatura al Tony Award alla miglior regia di un musical per quest'ultimo.
È morto nel 2007 all'età di 57 anni a causa di un linfoma.

## Filmografia
- Jesus Christ Superstar, regia di Norman Jewison (1973)